# 酸化クロム(II)
酸化クロム(II)（さんかクロム に、英: chromium(II) oxide）は、化学式が CrO で表されるクロムの酸化物である。塩化ナトリウム型構造の黒色粉末である。ホスフィン酸は酸化クロム(III)を酸化クロム(II)に還元する。
{\displaystyle {\ce {H3PO2\ + 2Cr2O3 -> 4CrO\ + H3PO4}}}
空気中で容易に酸化されて酸化クロム(III)となる。